# 무스타파 2세
무스타파 2세(오스만 튀르크어: مصطفى ثانى Muṣṭafā-yi sānī, 1664년 2월 6일 ~ 1703년 12월 29/30일)는 1695년부터 1703년까지 재위한 오스만 제국의 술탄이다.

## 생애
무스타파 2세는 에디르네의 궁전에서 메흐메트 4세(1648~87년)와 Emetullah Rabia Gülnuş Sultan(Evemia, 그리스 크레타 출신)의 아들로 태어났다.
무스타파 2세는 1703년 그의 형제였던 아흐메트 3세의 호의에 따라 퇴위하였다.

## 참고 문헌
- Abou-El-Haj, R. A. (1974). “The Narcissism of Mustafa II (1695-1703): A Psychohistorical Study”. 《Studia Islamica》 (40): pp. 115–131.